# Nécropole du Bois des Géantes
Pour les articles homonymes, voir Géant.
Ne doit pas être confondu avec Tombe des Géants.
La nécropole du Bois des Géantes ou nécropole du Bois des Géandes (également connue sous les termes de nécropole du Bois des Joyandes et nécropole du Bois des Jayandes), est un site mégalithique funéraire formé de six dolmens répartis sur une étendue totale d'environ 750 m au sein de parcelles domaniales du bois de Laoul appartenant à la commune de Bourg-Saint-Andéol, département de l'Ardèche en région Auvergne-Rhône-Alpes. L'environnement pédologique des constructions mégalithiques présente un fort substrat de nature calcaire. L'emplacement des dolmens a été déterminé par deux prérogative : d'une part l'existence d'une dépression naturelle (aménagée et agrandie lors de la mise en place des dolmens), garantissant une plus grande stabilité et un appui contre un contrefort affleurement rocheux ; et d'autre part la présence d'un important amas pierreux fournissant le matériau nécessaire à la mise en œuvre des structures mégalithiques.
La construction de ces structures mégalithiques funéraires est datée du Néolithique final 2a-Chalcolithique (entre environ 3 000-2 900 et 2 200 ans av. J.-C.) pour certaines et du Bronze ancien pour d'autres, leur utilisation se terminant au Bronze récent,,. Les dolmens de Bourg-Saint-Andéol ont été mentionnés pour la première fois dans un rapport de fouilles daté de 1837 rédigé par Bonnefont, un géomètre local. À l'Âge du bronze, le cimetière mégalithique est utilisé de la phase ancienne à la phase récente sans hiatus chronologique important. Ultérieurement, le site funéraire n'est plus employé. Des objets divers de facture moderne, soit d'apparat, de vaissellerie, ou encore à destination militaire, etc. montrent que le site des Géantes a été régulièrement visité au cours des XIXe et début du XXe siècle.
Les premières prospections, fouilles et études sont opérées dans la seconde moitié du XIXe siècle, par Jules Ollier de Marichard tout d'abord, puis par Léopold Chiron,. Des dolmens vivarois et de leur instrumentum (notamment le mobilier lithique et les objets de parure), les deux préhistoriens en exécutent des croquis, dessins et photographies,. À cette époque, sept dolmens sont inventoriés et recensés,,,. Sur la base des documents et rapports de fouilles fournis par Léopold Chiron, les sept dolmens sont classés au titre de monuments historiques sous les termes de « Dolmens des Joyandes »,, en date du 31 décembre 1900,. Pour autant, seuls six dolmens sont identifiés en tant que tels au cours des travaux de recherches des XXe et XXIe siècles,,.
La nécropole mégalithique du Bas-Vivarais est singularisée par la coexistence au sein d'un même site de trois types de construction dolménique du Midi : le type dit « bas-rhodanien », représenté par le dolmen inventorié no 4 ; le type dit « caussenard », représenté par les dolmens d'inventaire no 2, 3, 5 et 6 ; et le type dit « languedocien » représenté par le dolmen d'inventaire no 1. En outre, si la totalité des six dolmens est aménagée d'une cella (ou chambre funéraire, seul le dolmen no 1 présente une antichambre, alors que les cinq autres structures funéraires sont munies d'un vestibule — la chambre funéraire couvrant un volume de plus de 10 m3, alors que celles des cinq autres constructions mégalithiques possèdent une cella dont l'espace est compris entre 3 et 6 m3. Enfin chacune des six constructions mégalithiques des Géantes est associée à un tumulus dont les surfaces varient entre 9 × 6 m pour le dolmen no 6 à 13 × 10 m pour le dolmen no 1, certains encore en grande partie intacts, d'autres quasiment arasés,.

## Toponymie
Le toponyme du site du Bois des Géantes présente plusieurs variantes telles que "Jayandes", Jaïandes", "Jayantes" ou encore "Joyandes", naguère utilisées au sein de diverses publications,.
Pour l'archiviste Robert Labrely, le toponyme Jayandes est une « corruption » de langage du terme "géantes" ("pierres géantes") et a pour origine, indique, qualifie, l'ensemble des dolmens situés sur le site. Dans la même perspective, Albin Mazon, citant le toponyme "Argenteiros", évoqué par Jean-Paul Delichères au début du XIXe siècle, met en lumière que ce terme d'origine gauloise est un dérivé de "Jayandes" ("Géandes"),. Mazon souligne également que "Jayandes" trouve un écho dans le toponyme "Jayantières", dans le département du Tarn-et-Garonne (« tombes de Géants »), structures mégalithiques mises en évidence puis fouillées sur la commune de Montauban. Le chanoine Jacques Rouchier, qui recense la forme "Jaïandes", forme quant à lui l'hypothèse d'une origine liée à « l'imagination populaire », le toponyme renvoyant à des « Géants » ayant vécu dans les massifs ardéchois et ayant pour sépultures les dolmens de Bourg-Saint-Andéol.

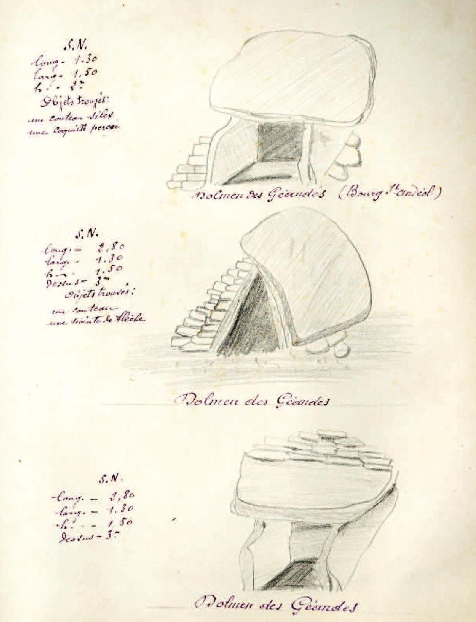
Croquis des dolmens du Bois des Géantes par Léopold Chiron en 1889.

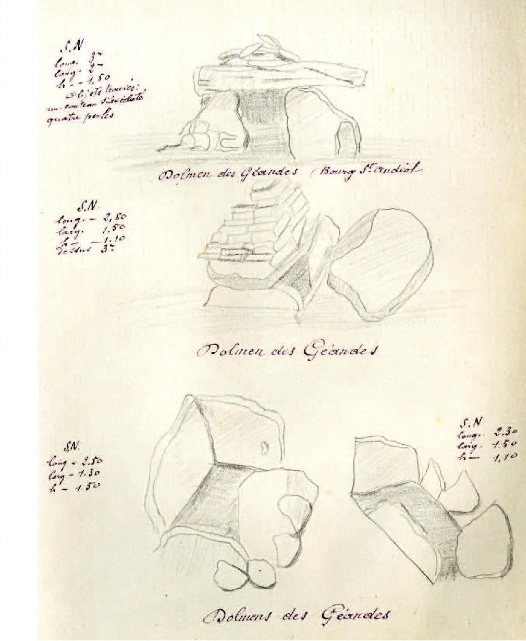
Croquis des dolmens du Bois des Géantes par Léopold Chiron en 1889.

En 1900, dans le Nouvel inventaire des monuments mégalithiques dans le bassin du Rhône, comprenant ceux de l'Ardèche, l'archéologue Ernest Chantre, à propos du cimetière mégalithique (« Groupe de Bourg-Saint-Andéol »), mentionne le site sous le terme de « Jayantes ».
La forme de toponyme "Jayandes" est reprise par l'ethnologue et folkloriste Paul Sébillot. Pour Sébillot, les « dolmens des Jayandes » de Bourg-Saint-Andéol est l'équivalent de « demeures des Géants ». Prenant pour exemple les dolmens de la commune bas-vivaroise, l'ethnologue et folkloriste breton met en lumière d'autres structures mégalithiques liés à la notion de gigantisme : aux environs de Lodève, un dolmen portant le nom Taula di gianl ainsi qu'un groupe dolménique de Lozère appelé Troulo de la Geonto, ses termes locaux se traduisant par "tuile de la Géante" ; un dolmen situé dans la ville de Saint-Suliac, connu sous le nom de berceau ou le Lit de Gargantua ; et deux dolmens en Corse, sur le site archéologique du Monte Revincu, appelés Casa dell'Orco, signifiant "maison de l'ogre". Dans cette perpective, le nom "Gargantua", composé de "gar-", signifiant le mot "pierre" et de "-gan", ayant pour sens le terme "géant", peut-être lié au lieu-dit du Bois des Géantes ainsi qu'au site mégalithique dans lequel il est implanté,.
Le toponyme bourguesan associé au groupe dolménique est mentionné sous la forme déclinée "Joyandes" dans le journal régional Revue historique, archéologique, littéraire et pittoresque du Vivarais illustrée de 1905 et dans le périodique archéologique L'Homme préhistorique de 1912.

## Contexte géographique, géologique et topographique

### Contexte mégalithique dans l'Ardèche et dans le Vivarais

Contexte mégalithique du site des Géantes au sein de l'Ardèche et du Vivarais
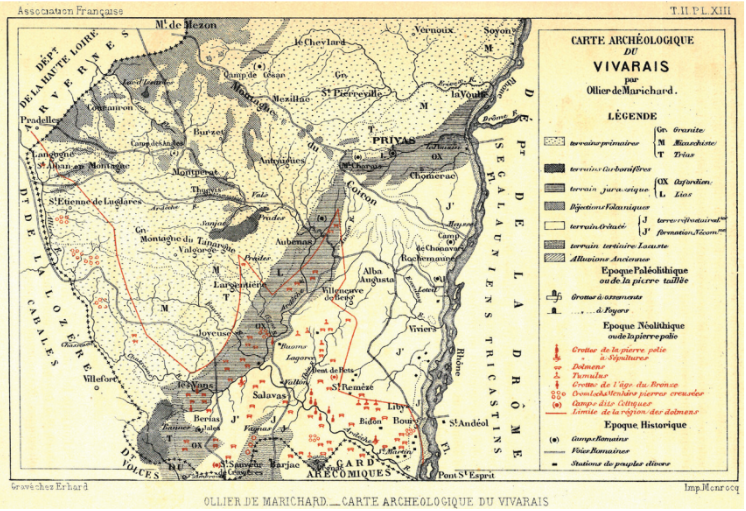
Carte archéologique du Vivarais par Jules Ollier de Marichard (années 1860).
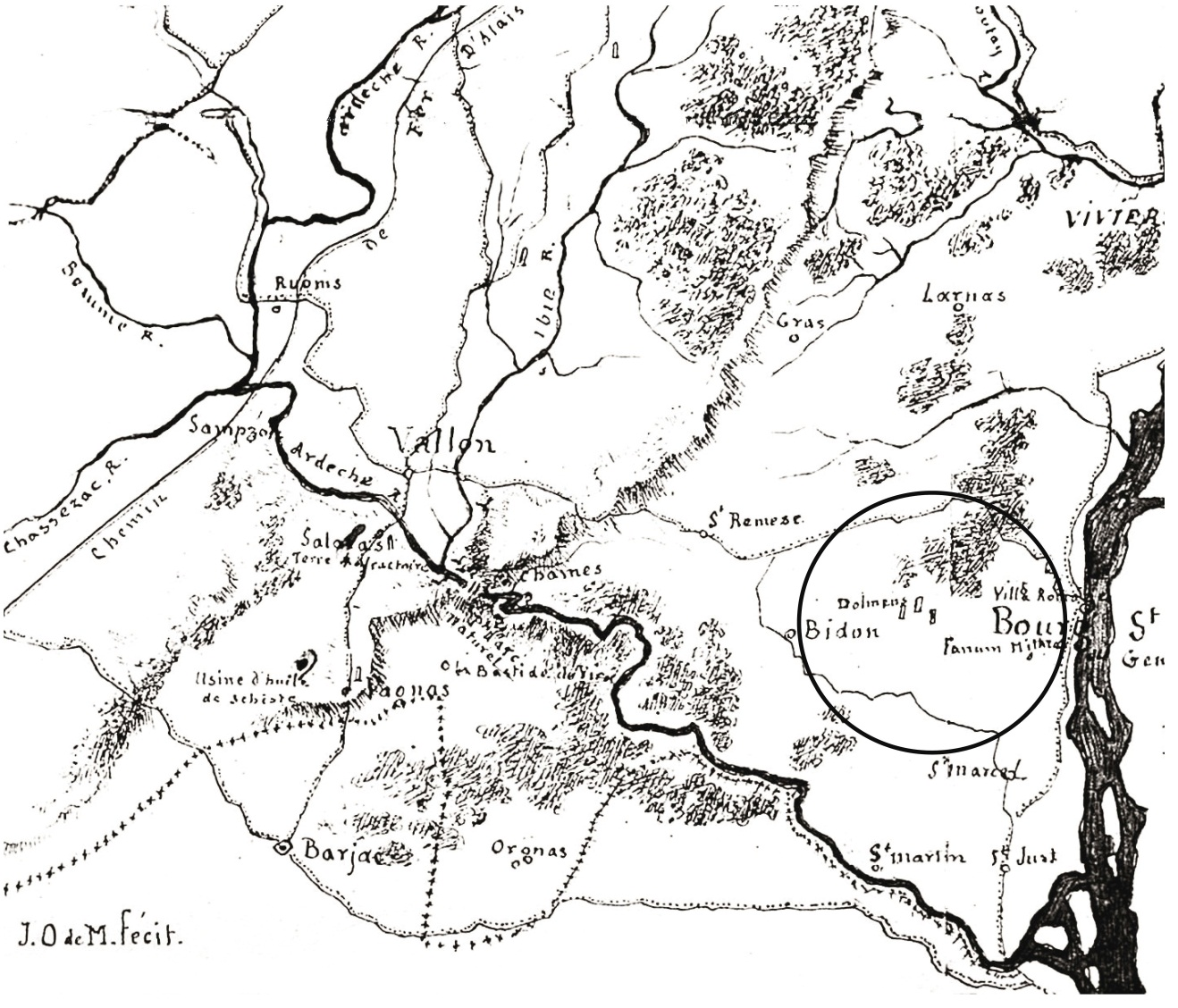
Carte des gorges de l'Ardèche et de ces monuments mégalithiques par Jules Ollier de Marichard, 1867.
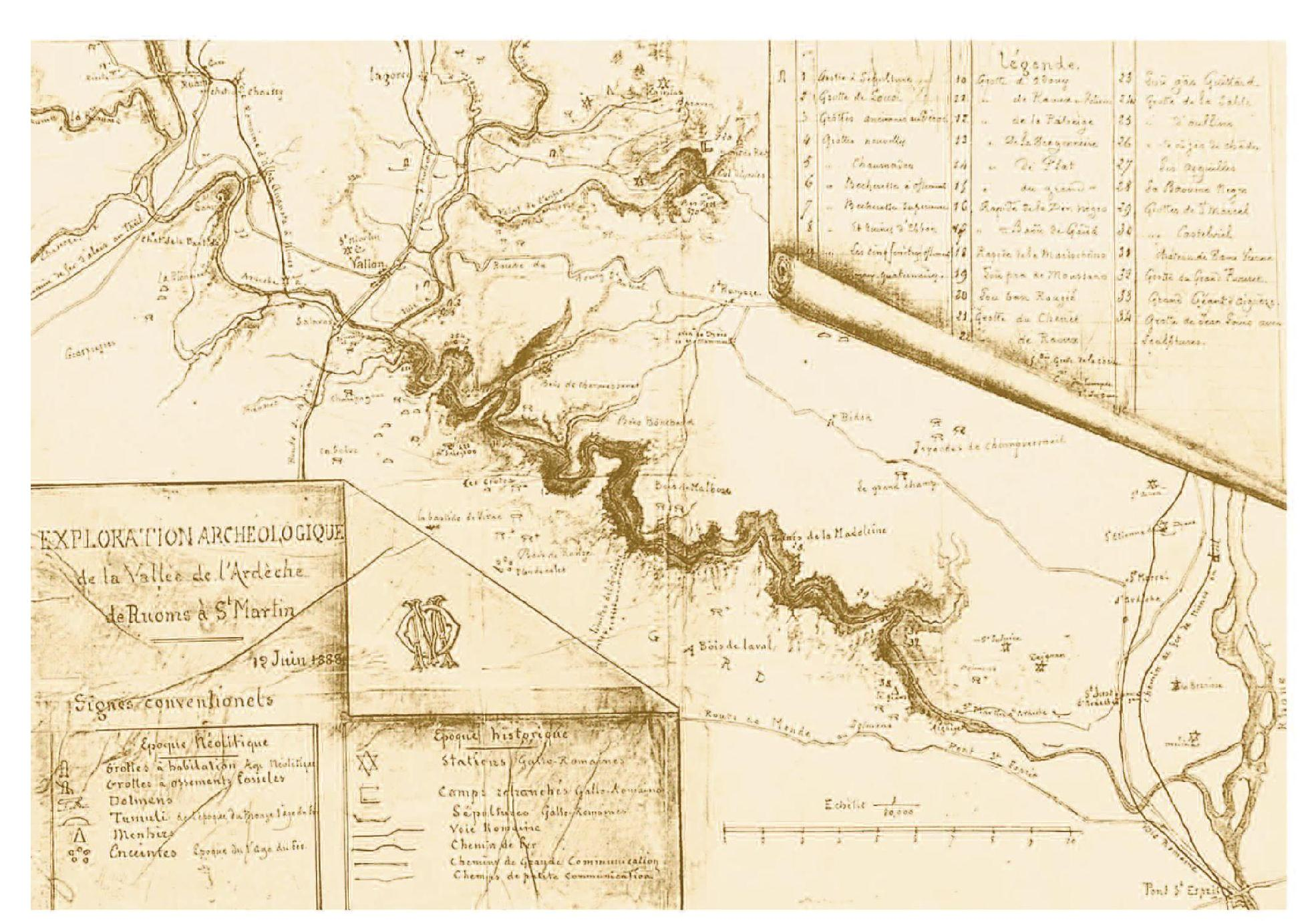
Carte des gorges de l'Ardèche et de ces monuments mégalithiques par Jules Ollier de Marichard, 1888.
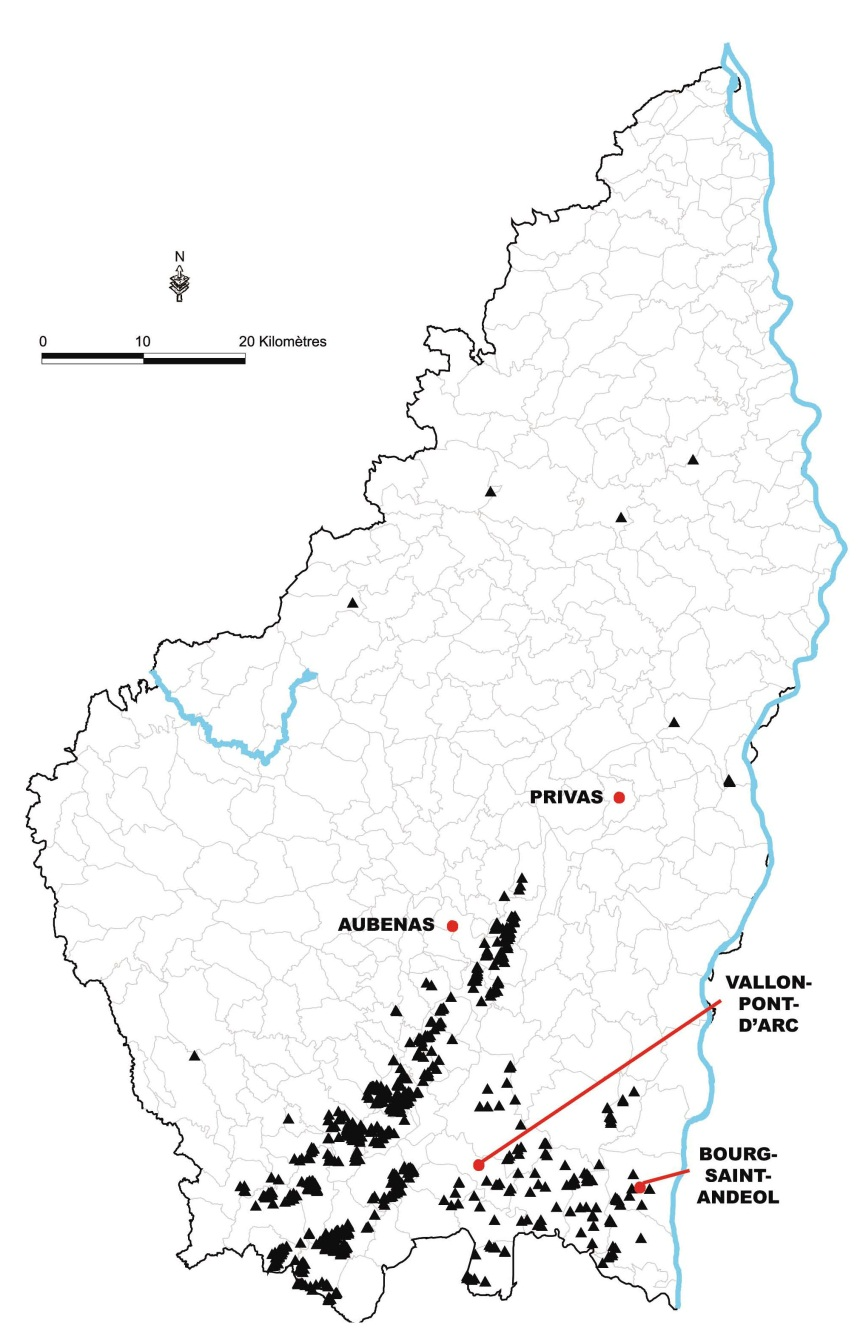
Carte des dolmens recensés et inventoriés commune par commune dans le département de l'Ardèche (2014).
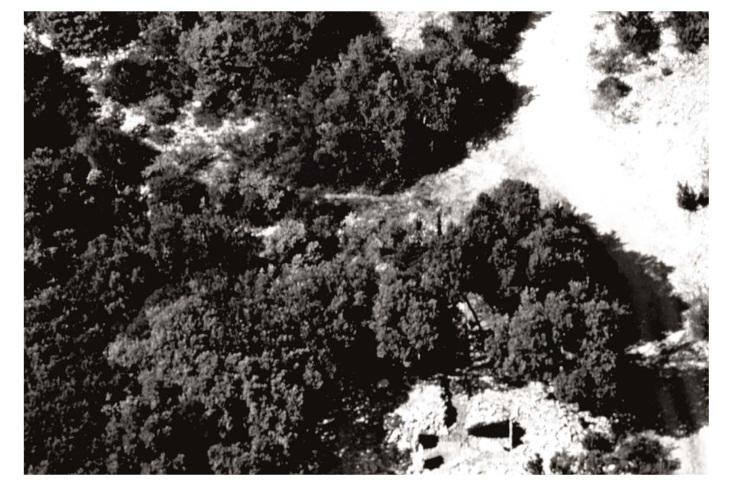
Photographie aérienne de la zone couvrant le site de la nécropole du Bois des Géantes.

### Contexte géologique
Le substratum géologique du site des Géantes est daté du Crétacé inférieur à faciès Urgonien.

### Contexte topographique
La nécropole est établie entre deux combes : celle dite de la Verre et celle dite des Journées.

## Histoire

### Époque contemporaine: historique des découvertes, fouilles et prospections

#### Première moitié duXIXesiècle
L'existence de dolmens au lieu-dit des Géandes à Bourg-Saint-Andéol est probablement citée pour la première fois dans un document daté de 1838, rédigé par un géomètre local, Bonnefont. Le géomètre, dans son rapport de prospection, signale alors quatre dolmens qu'il évoque tels des « grottes », « tombeaux de druides », et dont il identifie les différents éléments mégalithiques (orthostates et table) : « pierres plates posées de côté et couvertes par une beaucoup plus grande ». Dans le rapport de Bonnefont, en raison de la mention d'une table associée à chacun d'entre eux, les quatre dolmens sommairement décrits et n'ayant pas fait l'objet d'illustration, trouveraient possiblement une correspondance avec les structures mégalithiques no 2, 3, 5 et 6 ultérieurement fouillées par Léopold Chiron.

#### Seconde moitié duXIXesiècle

##### Fouilles et prospections de Paradis et Thibon
Après les prospections menées par le géomètre ardéchois dans les années 1830, A. Paradis, un abbé, et M. Thibon opèrent les toutes premières fouilles du site mégalithique dans les premières années de la seconde moitié du XIXe siècle av. J.-C.. En l'absence de documents et matériel archéologique issus de ces travaux de recherche, seule une mention faite par Jules Ollier de Marichard en 1869 permet d'attester ces derniers.

##### Fouilles et prospections d'Ollier de Marichard

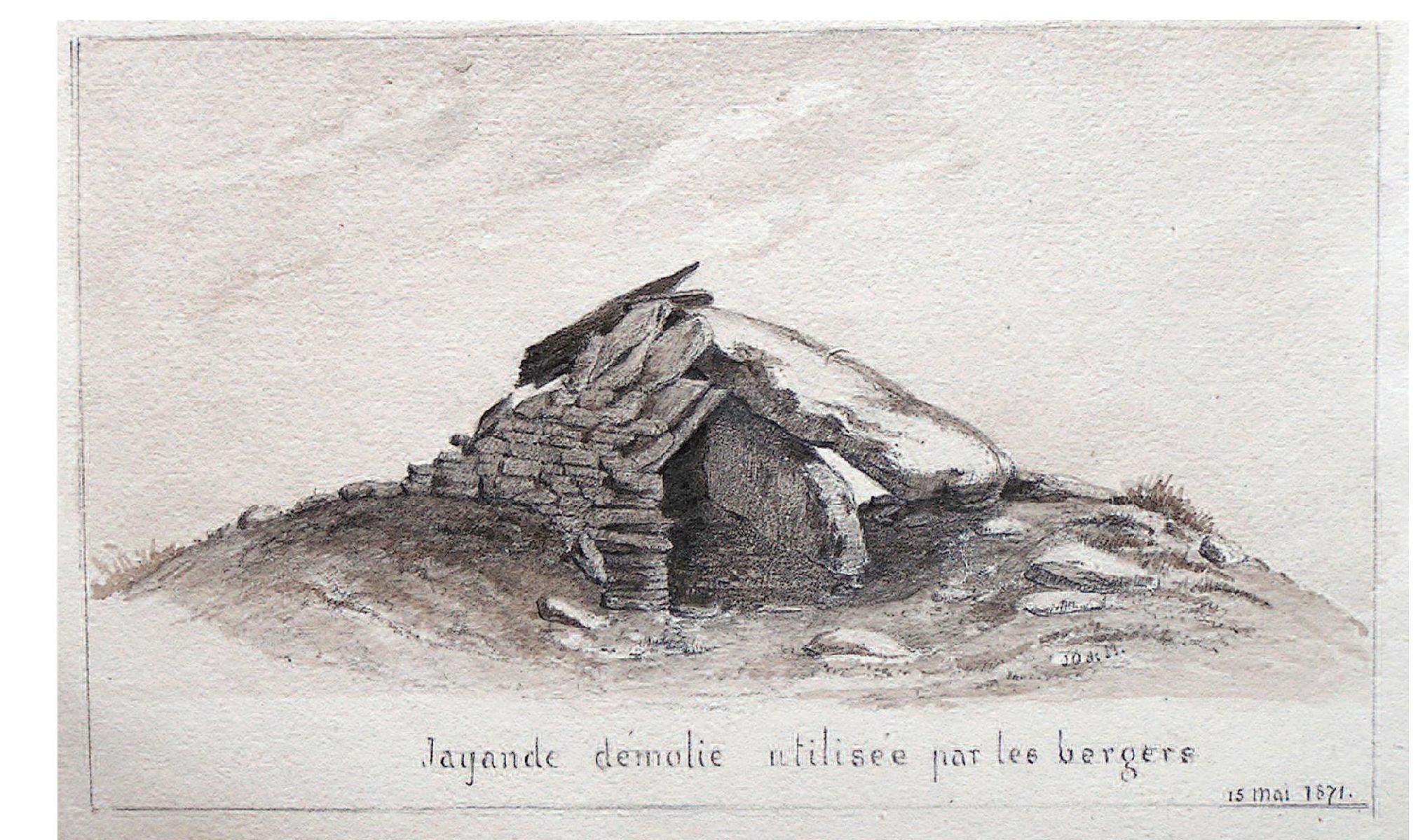
Lithogravure représentant le dolmen no 3 par ules Ollier de Marichard (15 mai 1871).

Les travaux de Jules Ollier de Marichard débutent en septembre 1867,. Ses prospections et recherches ciblent environ 20 dolmens compris au sein d'un périmètre englobant les communes de Bidon et de Bourg-Saint-Andéol. Lors des fouilles entreprises par Ollier de Marichard, en raison de pillages fait au sein des dolmens l'instrumentum collecté est particulièrement restreint. Des fouilles menées par Ollier de Marichard aux Jayandes, il en résulte la mise au jour d'un corpus rassemblant une dizaine d'artefacts, certains à usage défensif ou, tels que des pointes de flèche foliacées et des haches, ainsi que des artefacts de type ornemental ou décoratif, tels qu'une perle biconique conçu en cuivre et une parure pourraient être issus des fouilles menées par Ollier de Marichard. L'origine précise de ces pièces, — mises en dépôt au sein des collections des musées d'histoire naturelle - Guimet de Lyon, du Crozatier au Puy-en-Velay et des Moulages à Montpellier —, n'a jamais pu être clairement déterminée. En effet, le terme jayande, utilisé par Ollier de Marichard dans ses publications et rapport de fouilles, mot signifiant littéralement "dolmen" voire "lieu-dit" jusque dans les années 1930, aurait pu être associé aux structures mégalithiques de Bourg-Saint-Andéol comme à celles, géographiquement très proches, de Bidon, de Saint-Marcel-d'Ardèche ou encore celles de Saint-Remèze,. Au début des années 1880, la lithogravure de l'un des dolmens du site des Géantes de Bourg-Saint-Andéol illustre une publication de Ollier de Marichard,,,. Néanmoins, cet unique document figuratif de l'un des monuments mégalithiques du site, recensé sous le numéro d'inventaire 3 mais non inventorié à l'époque, représente un dolmen en état de ruine,. Pour le préhistorien ardéchois, ce dolmen, à l'époque contemporaine, aurait été utilisé pour abriter les bergers,. D'autre part, il observe que les dolmens ont été érigés sur des tertres tumulaires formés de blocs de pierre amoncelés et disposés en cercle,. Par ailleurs, il observe que ces ensembles tumulaires sont enceints de pierres élevées en pleine terre, éléments mégalithiques qu'il désigne par le terme « Plourosôs », « plouroûses » ou encore « pleureuses »,,.

##### Fouilles et prospections de Chiron

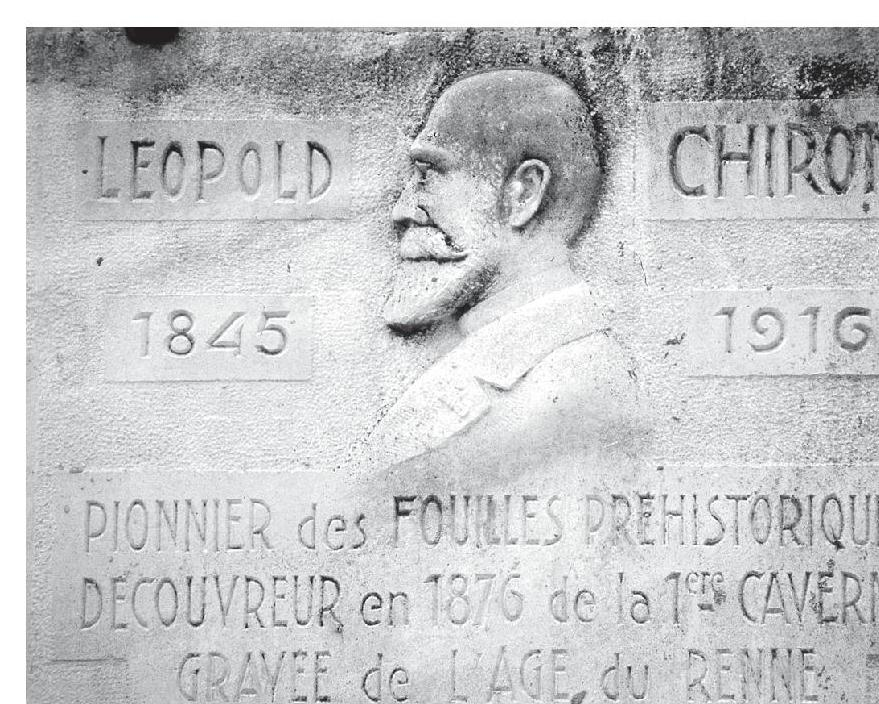
Bas-relief représentant Léopold Chiron en buste et de profil sur une plaque commémorative parementée à la façade de l'hôtel de ville de Saint-Marcel-d'Ardèche.

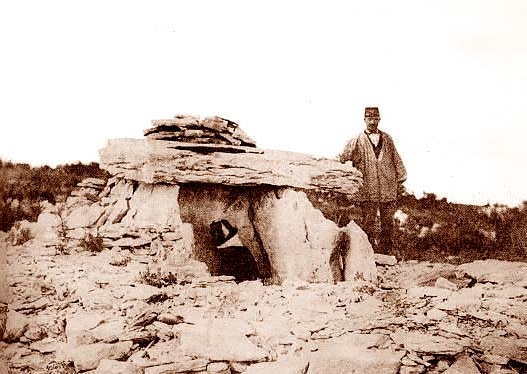
Le dolmen d'inventaire no 2 photographié par Léopold Chiron en 1886.

Les travaux de Léopold Chiron débutent dans les années 1870. Ses rapports de fouilles sur le site ne sont publiés qu'à partir de 1895. Ces documents, sommairement détaillés, pointent alors sept dolmens groupés sur une aire clairement délimitée. Les rapports de fouilles de Chiron établissent les mesures et orientation de chaque construction mégalithiques ainsi qu'une partie de leur mobilier archéologique (dont un collier conçu avec des coquilles de mollusques) ayant été exhumé et mis en évidence. Ces données sont complétées par des croquis, des planches et des photographies sur lesquelles apparaissent les dolmens et les objets collectés.
La description et les résultats de fouilles des 7 sépultures mégalithiques sont complétées par des représentations de 4 cistes dolméniques. Les documents rédigés et illustrés par Chiron, dont les exemplaires sont notamment conservés au sein de la Cité de la Préhistoire et au musée d'Archéologie nationale, comportent des biais : certaines données métriques relevées par Chiron présentes des incohérences ou des inexactitudes ; par ailleurs le dolmen d'inventaire no 2 est figuré deux fois.

#### Tournant desXIXeetXXesiècles: inscriptions, inventaires et classement
Alors qu'il n'est pas mentionné dans l'inventaire des monuments mégalithiques de France publié en 1880, l'ensemble dolménique de Bourg-Saint-Andéol est porté en 1900 dans celui, réactualisé, circonscrit aux départements de l'Ardèche, de la Drôme, de l'Isère et des Hautes-Alpes,. Pour Ernest Chantre, qui recense la totalité des constructions mégalithiques du bassin du Rhône, le groupe dolménique boursan aurait été précédemment inclus à celui de la commune limitrophe de Bidon. Dans l'inventaire établit par Chantre, une seule sépulture mégalithique du lieu-dit des Jayantes, probablement le dolmen no 5, fait l'objet d'une description,.
En date du 31 décembre 1900, sept dolmens de Bourg-Saint-Andéol sont classés au titre de monuments historiques sous les termes de « Dolmens des Joyandes » d'après le corpus scientifique de documents et rapports de fouilles fournis par Léopold Chiron,,,,,,,,,,,,. Pour autant, au cours des travaux de recherches des XXe et XXIe siècles seuls six de ces sept dolmens classés fin 1900 seront ultérieurement identifiés et inventoriés en tant que tels,,,.

#### Première moitié duXXesiècle
Collaborant avec Léopold Chiron durant les fouilles de la grotte Chabot en 1888, le médecin et préhistorien Paul Raymond, qui, à partir de cette date, continue au cours de chaque été des travaux archéologiques au sein des gorges de l'Ardèche, aurait possiblement opéré des recherches sur le site du Bois des Géantes au tout début du XXe siècle.
Ultérieurement, le macologiste Louis Germain procède à une analyse détaillée et descriptive des espèces ainsi que le contexte stratigraphique des mollusques dont les exosquelettes ont été exhumés par Chiron lors des fouilles des dolmens de Bourg-Saint-Andéol,. À cette même époque, la cella du dolmen d'inventaire no 1 est restaurée : l'orthostate situé sur le côté est, qui figurait effondré sur les croquis exécutés par Chiron, est redressé.

#### Seconde moitié duXXesiècle
Plusieurs campagnes de fouilles et de prospections se déroulent sur le site du Bois des Géantes durant les années 1950, 1960 et 1970. Ces travaux archéologiques, sporadiques, ne font l'objet d'aucune publication scientifique,. Deux campagnes de fouilles, entreprises en 1972 et 1979, permettent de mettre au jour quelques artefacts dont une alêne en forme de losange fabriquée en bronze et deux boutons conçus en calcaire et pourvus d'un trou en V — ces types de boutons sont dits « boutons de Durfort » —,, quatre perles blanches mesurant entre 5 et 10 × mm de long, une pendeloque en forme de triangle fabriquée en os mesurant une longueur de 8 mm, une dent pourvue d'un trou, une lame conçue en silex, des fragments de céramiques « atypiques ». Ces pièces de parure, datées du bronze ancien pour l'Alène losangique et le bouton de Durfort, ont été mises en évidence lors du tamisage des déblais issus de l'antichambre du dolmen d'inventaire no 1 et dans la chambre ainsi qu'au sein du vestibule funéraire du dolmen no 5,,. Les fouilles des années 1970 entreprises ont également permis de collecter des restes humains retrouvés en état particulièrement fragmenté.
Aux environs de 1970, une ligne à haute tension traversant le massif domanial de Laoul est construite,. Peu de temps après l'implantation de cette infrastructure électrique, des opérations de débroussaillage sont réalisés aux abords du site mégalithique bourguesan,. Ces deux aménagements successifs induisent une recrudescence des affairements concernant les six dolmens, en particulier leur pointage géolocalisé, permettant de mieux les préserver,. Ainsi, en 1971, des clichés d'ensemble et d'autres plus détaillés éclairant sur les modalités structurelles des tombes mégalithiques, tandis que le bouton de Durfort est retrouvé l'année suivante lors de l'opération de tamisage du vestibule du dolmen no 1,,. Des plans architecturaux de cinq des six sépultures sont également exécutés,. En 1977, puis en 1980, d'autres relevés photographiques sont effectués par la SERAHV (Société d'études et de recherches archéologiques et historiques de Vagnas) lors de visites du site,.
En 1976 et 1977, à l'occasion d'un travail d'étude universitaire portant sur l'agencement des dolmens situés dans le Midi, les constructions mégalithiques no 1 des Géantes sont à nouveau représentées, tandis qu'une partie du petit mobilier archéologique découvert au XIXe siècle fait l'objet d'un inventaire,.
En 1987 et 1988, les six dolmens du site bourguesan font chacun l'objet d'un document descriptif comportant les plans et les dimensions des blocs de pierre qui les constituent,. Les mesures prises à cette époque n'étant pas exactes — ces dernières présentant une marge d'erreur d'environ 15 % avec les tailles réelles des blocs —, elles n'ont pas été retenues lors des travaux de recherches ultérieurs,.

#### XXIesiècle
Une restauration du site mégalithique, réalisée sous l'égide de la commune de Bourg-Saint-Andéol, est projetée puis mise en chantier au cours de la première moitié des années 2010. C'est dans cette perspective d'aménagement du site qu'une campagne de fouilles est initiée dès 2002,. Elle est suivie de six autres campagnes de fouilles et de prospections opérées sur le site du cimetière mégalithique vivarois entre 2004 et 2007. D'autres opérations de recherches ont été menées jusqu'en 2013 sous l'égide du service archéologique de la DRAC Auvergne-Rhône-Alpes.

## Architecture, description et stratigraphie

### Typologie mégalithique
Trois types de construction dolménique coexistent et ont été identifiées au sein de la nécropole mégalithique : le type dit « bas-rhodanien », le type dit « caussenard », et le type dit « languedocien »,. Ces trois types d'architecture mégalithique appartiennent au groupe des dolmens du Midi de la France,. La classification des dolmens est déterminée par la configuration et la taille de leur cella (ou chambre sépulcrale),.

Plan type d'un dolmen à couloir et chambre trapézoïdale.

Le type caussenard, également dit « simple », ainsi que les constructions dolméniques similaires, est caractérisé par une chambre sépulcrale en forme de trapèze close par une rangée de blocs de pierre et de lauzes dressées en pleine terre,,,. Le cloisonnement de la chambre funéraire est assimilé à un cairn. Les cellæ de ce type de dolmens sont régulièrement aménagées d'une extension sous forme de « vestibule » tumulaire,,. Les dolmens no 2 et 6 se classeraient dans ce sous-groupe,. Le dolmen no 5, de plus grandes dimensions que ces derniers, peut être affilié au type caussenard. Le dolmen no 3 est également apparenté au sous-groupe caussenard,.
Le type bas-rhodanien, également appelé « C-Dolmens », est caractérisé par une table et un chevet dont la hauteur et la longueur excédent les dimensions des orthostates, lesquelles sont conçues en pierres sèches,,,,. Dans ce sous-groupe, la table, à la différence des autres types de constructions dolméniques, est uniquement soutenue par les orthostates et non par le chevet,,,,,. Le dolmen no 4 du site du Bois des Géantes appartient à ce sous-groupe,.
Les dolmens de type languedocien, ou « à couloir », disposent d'une entrée régulièrement orientée vers le sud-ouest selon plage angulaire de 235 °,. La chambre sépulcrale des dolmens languedocien affectent une forme quadrangulaire, disposant d'orthostates approximativement parallèles et qui viennent encadrer le chevet. Ces constructions dolméniques sont associées à un ensemble tumulaire circulaire venant les ceindre. Les couloirs de ces dolmens, qui s'ouvrent sur l'espace interne de la cella, sont généralement précédés d'une antichambre délimité par deux structures, sorte de « piliers », construites au moyen de dalles dressées ou de pierres sèches superposées. Le dolmen no 1 de la nécropole du Bois des Géantes, antérieurement identifié et inventorié comme appartenant aux sous-groupes bas-rhodanien puis caussenard, est affilié aux constructions mégalithiques de type languedocienne,.

### Dolmen 1

#### Architecture et description

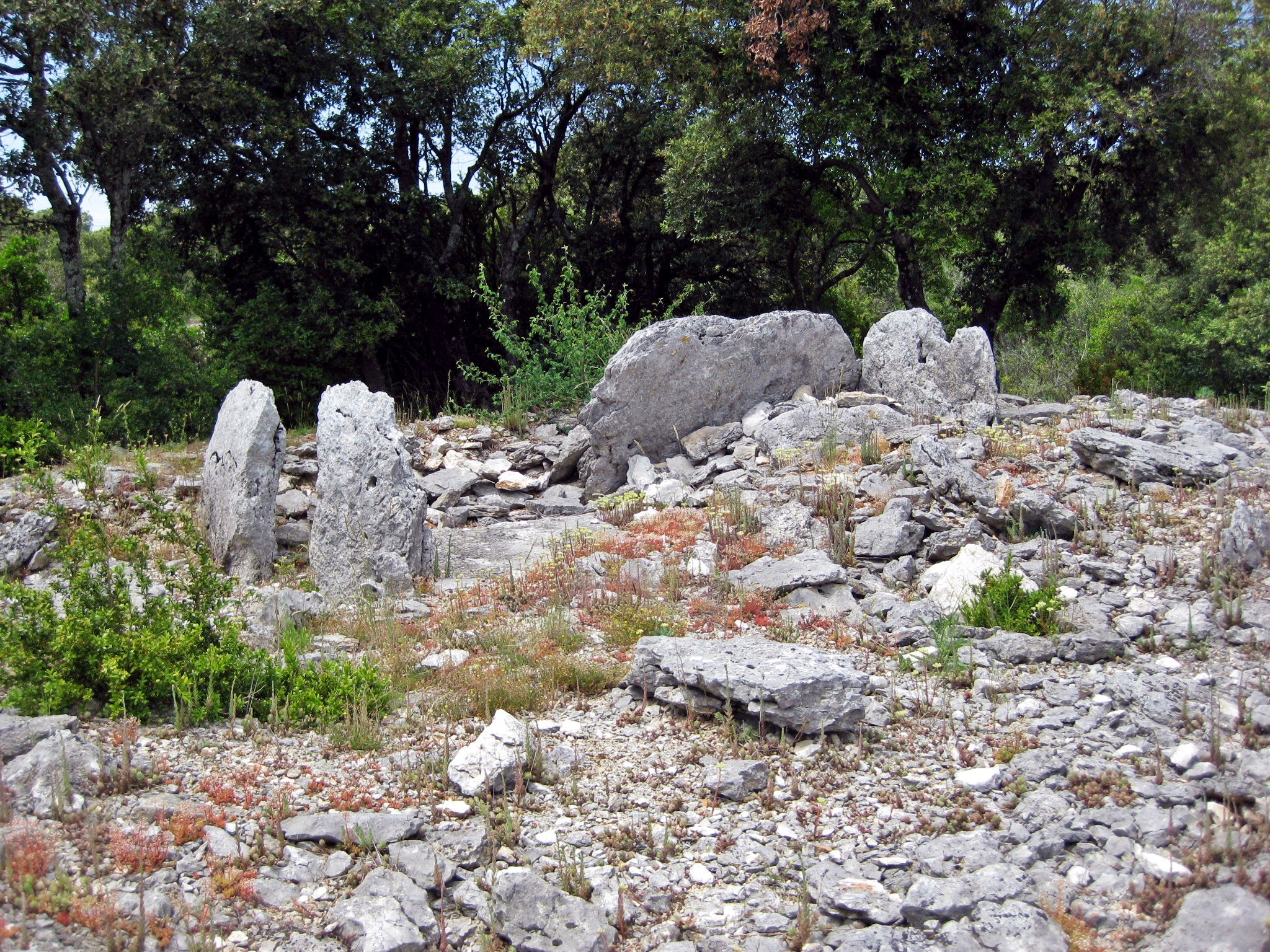
Dolmen I

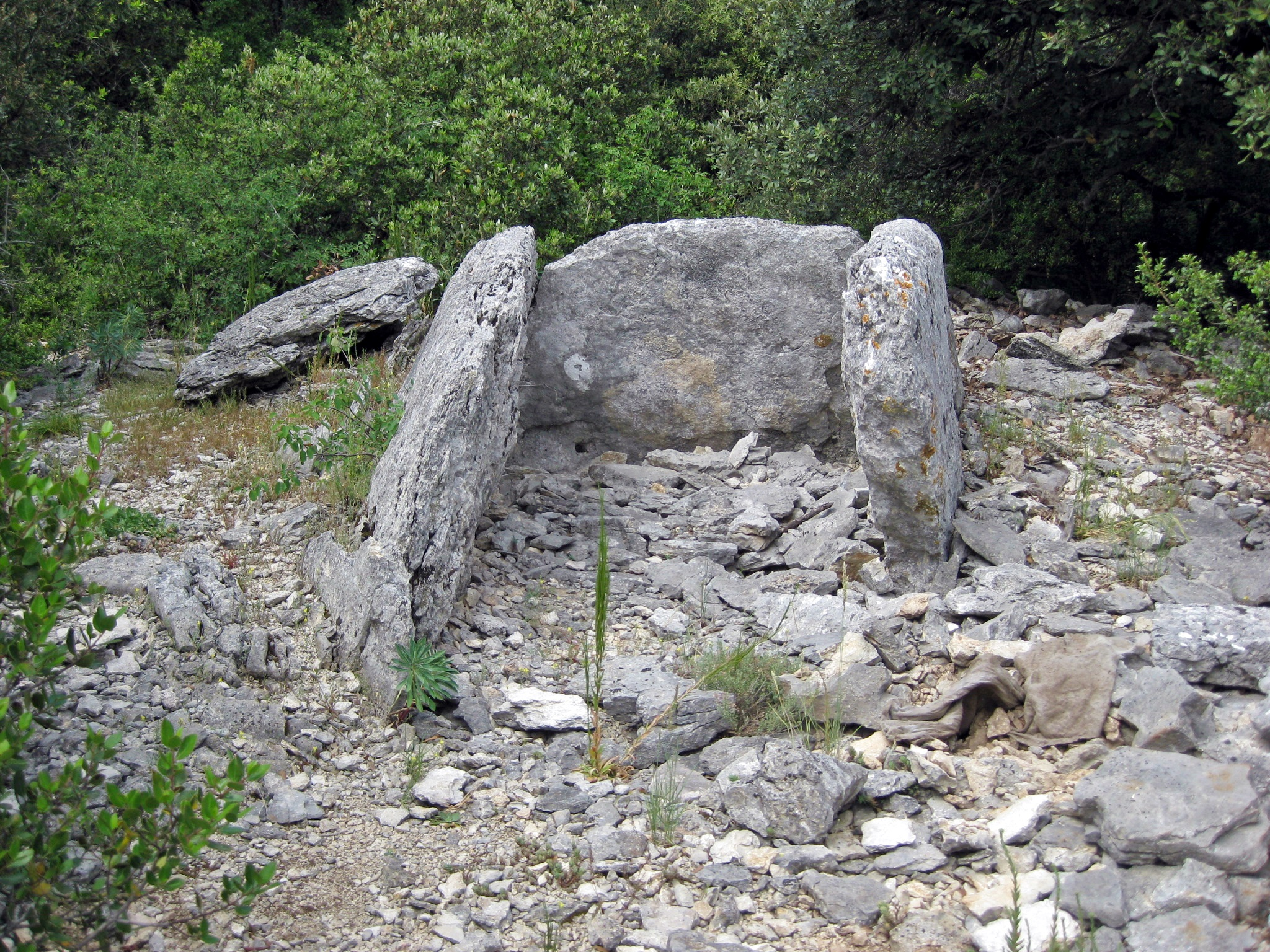
Dolmen II

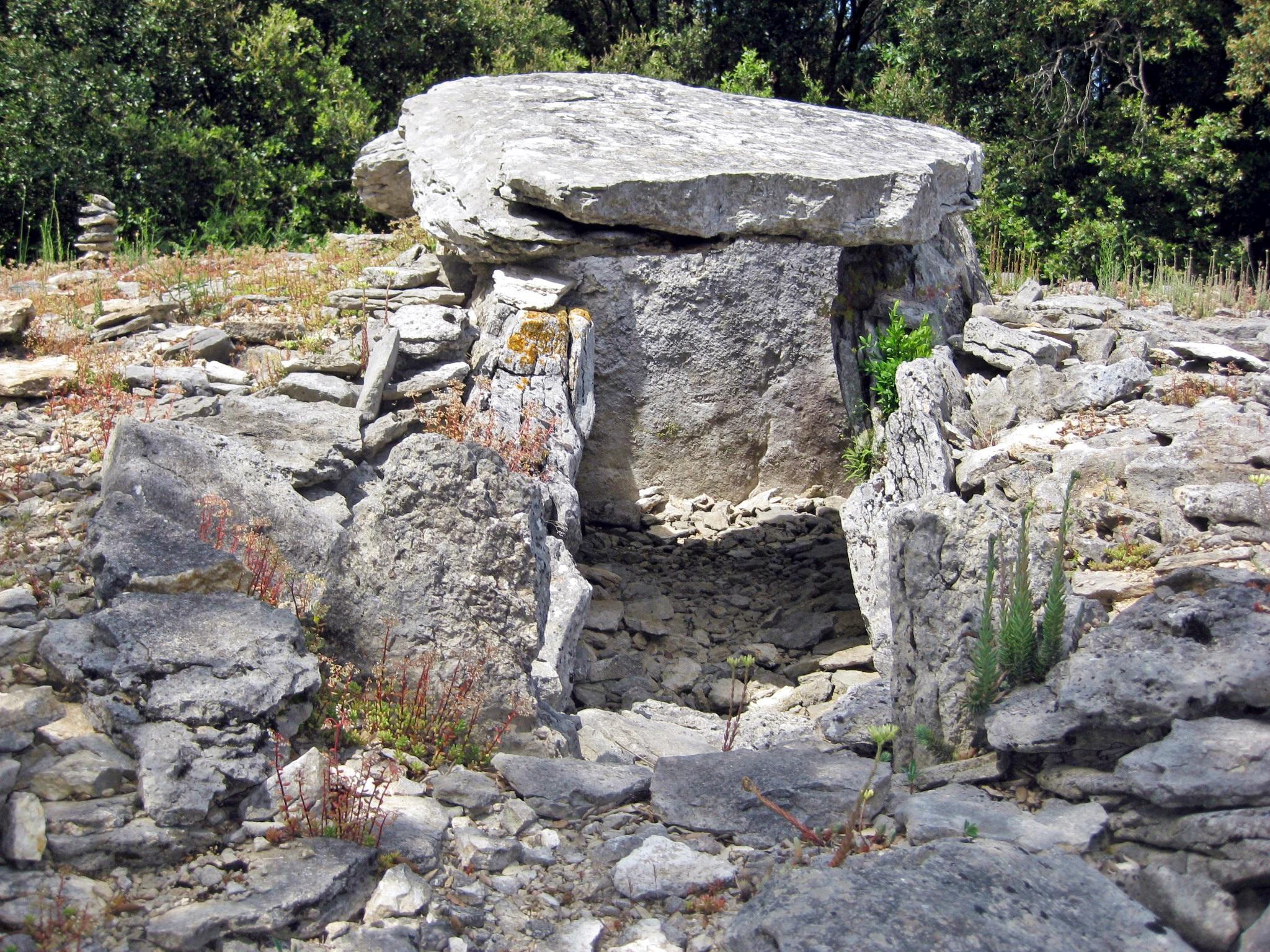
Dolmen III

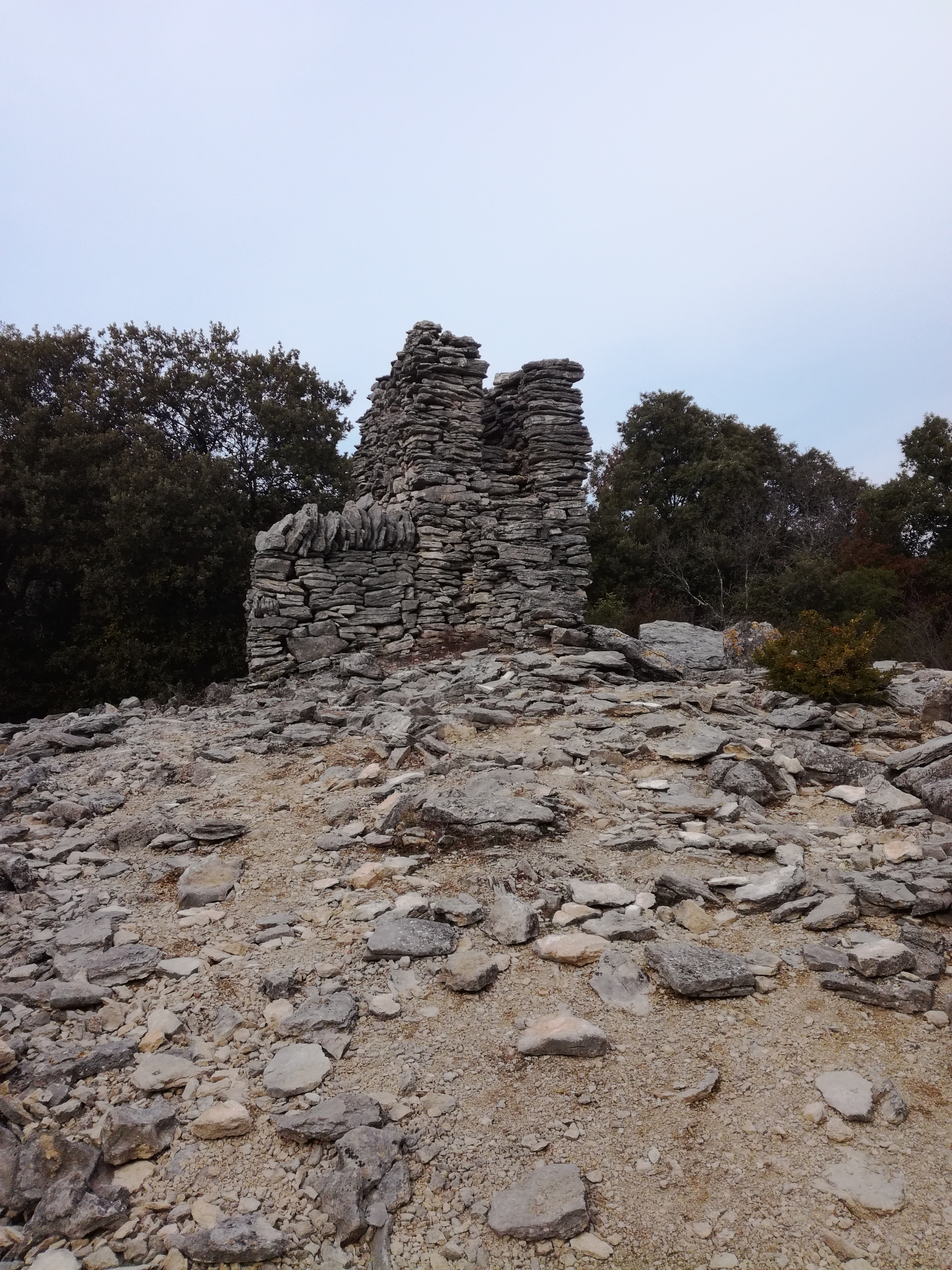
Dolmen IV

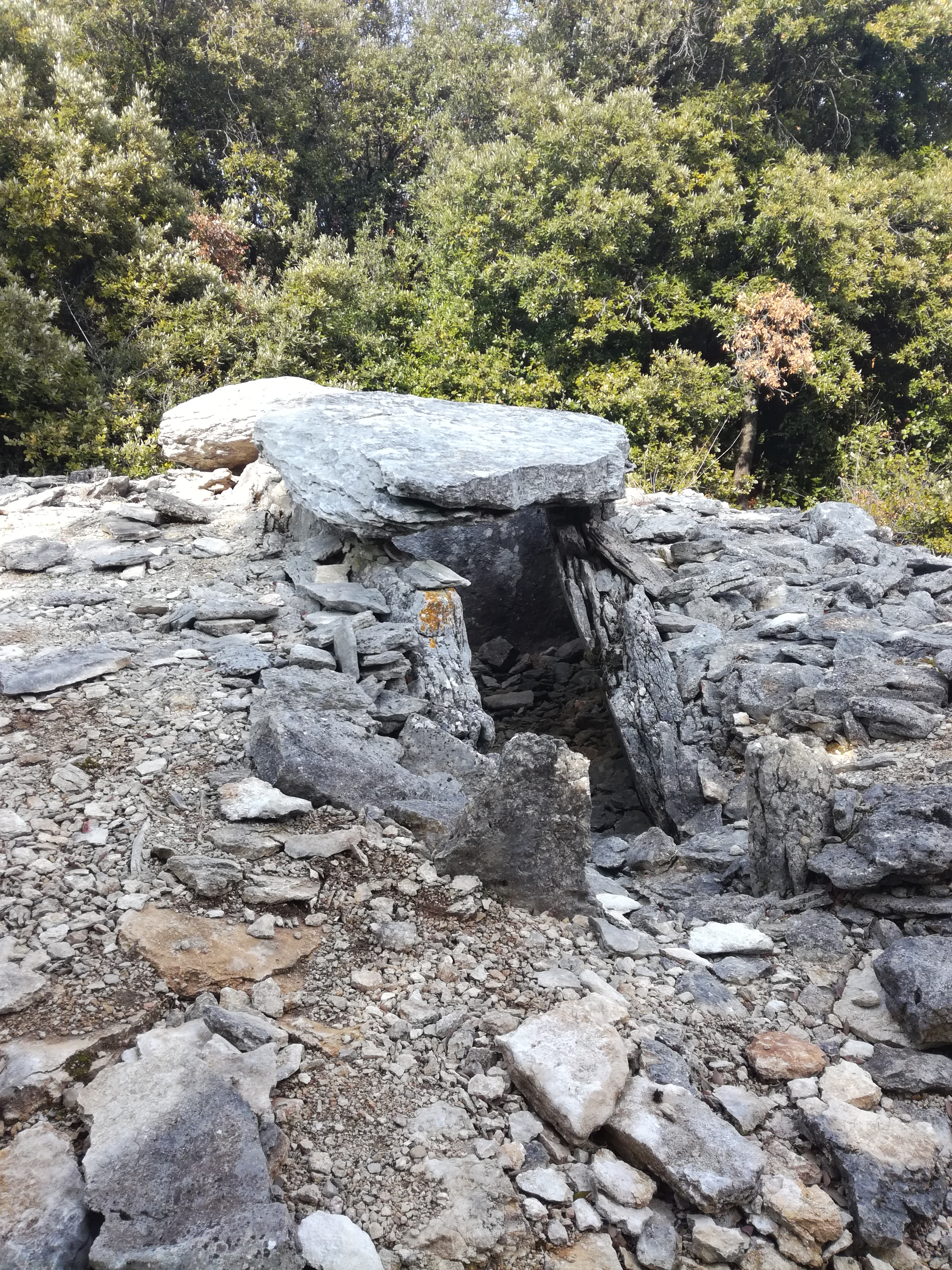
Dolmen V

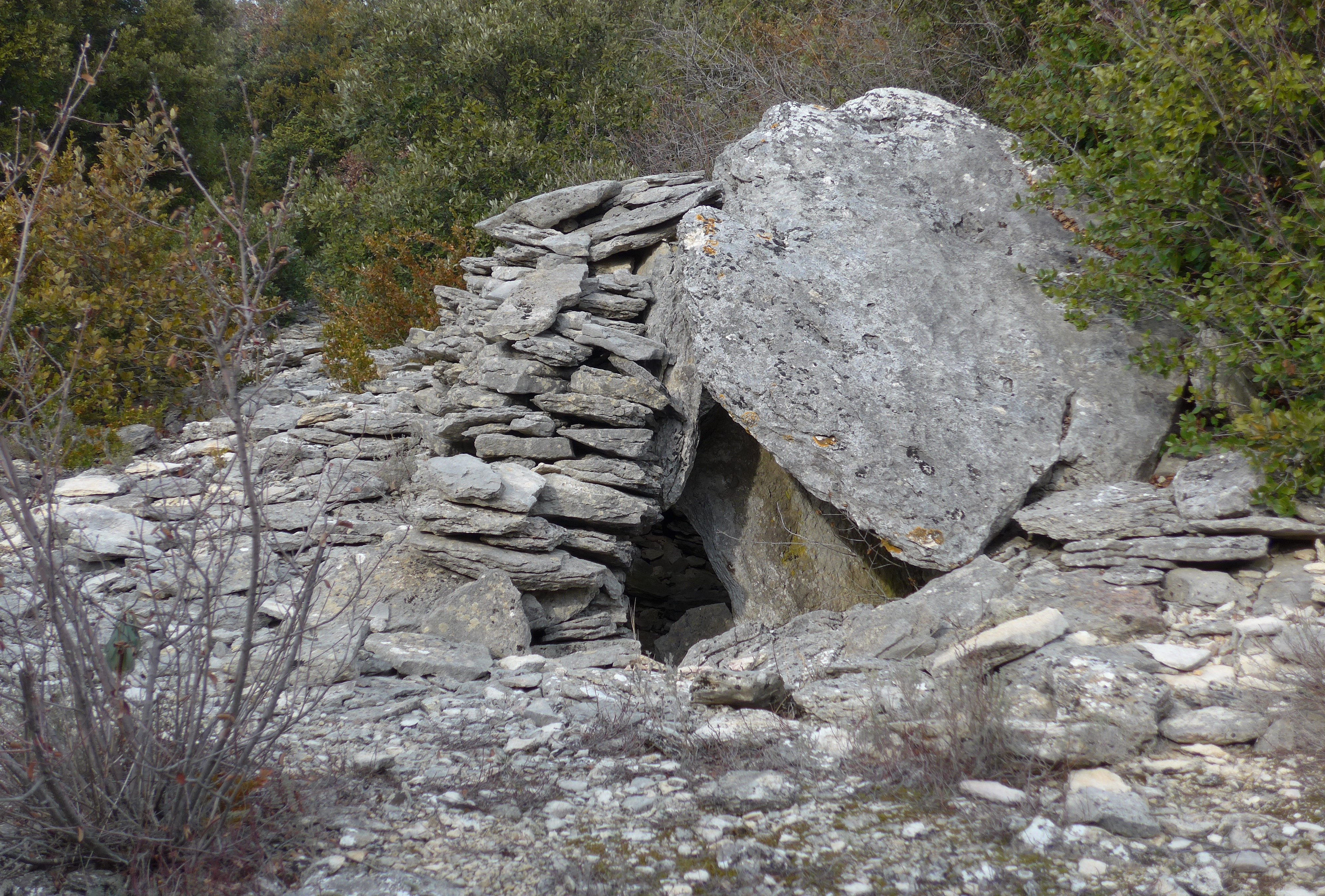
Dolmen VI

La structure dolménique no 1, assimilée au type languedocien, présente une chambre précédée d'une antichambre aménagée de parement dont l'entrée a été intentionnellement orientée en axe le sud-sud-ouest. Les vestiges du seuil de l'antichambre sont matérialisés par la présence de diaclases observées à proximité et à l'arrière de l'ensemble mégalithique. L'angle nord-ouest de la cella vient se nicher au cœur d'un décrochement du soubassement géologique. Néanmoins, l'orthostate située du côté ouest n'est pas maintenue par ce décochement géologique. Les blocs de pierre formant le dolmen sont constitués d'un calcaire compact dont la densité moyenne a été estimée à 2,5 g/m3.

##### Chambre
La chambre sépulcrale du dolmen occupe un espace de 2,25 m de long pour 1,65 m de large. Son plancher, constitué du substrat géologique local, est recouvert de dalles posées à plein chant.

##### Chevet
Le fond de la chambre est délimité par une dalle de chevet dont les dimensions sont de 1,62 m de large sur 1,58 m de haut pour une épaisseur de 60 cm. Le chevet, dont le poids est supérieur à une tonne, a été taillé pour affecter une forme trapézoïdale irrégulière, son coin inférieur gauche ayant subi une érosion. Cette irrégularité, située en en contigu de l'orthostate gauche, a été comblée par une pierre en forme de pointe de lance disposée à l'arrière de la chambre. Le niveau de remplissage de la chambre funéraire, que Léopold Chiron identifie comme étant « une couche argileuse et pierreuse noirâtre de 40 cm d'épaisseur », peut être corréler avec une érosion plus importante sur la partie haute du chevet.

#### Stratigraphie
Lors des fouilles franco-allemandes du début des années 2000 initiées en 2001 et menées entre 2002 et 2005 par l'archéologue Wolfgang Pape, l'Université de Fribourg, la Fondation allemande pour la recherche en coordination avec le service des monuments historiques de la région Rhône-Alpes et le conseil général de l'Ardèche, une couche arable, contenant de l'humus mélangée à des tessons de poteries, à des ossements et des outils en silex a été mise en évidence sous un monticule de pierre élevé en surplomb de la chambre du dolmen no 1. La strate, relativement bien préservée, est datée d'environ 5 000 ans, contemporaine à la construction des dolmens. D'autre part, la présence de cette couche montre que l'environnement de l'époque, non encore soumis à un processus de karstification et d'érosion, comme c'est actuellement le cas, était pérenne et propice présentait des possibilités de culture.

### Dolmen 3

#### Architecture et description

##### Orthostates
Le dolmen no 3 est une structure mégalithique dite « à parois latérales inclinées ».

#### Tour de pierres sèches

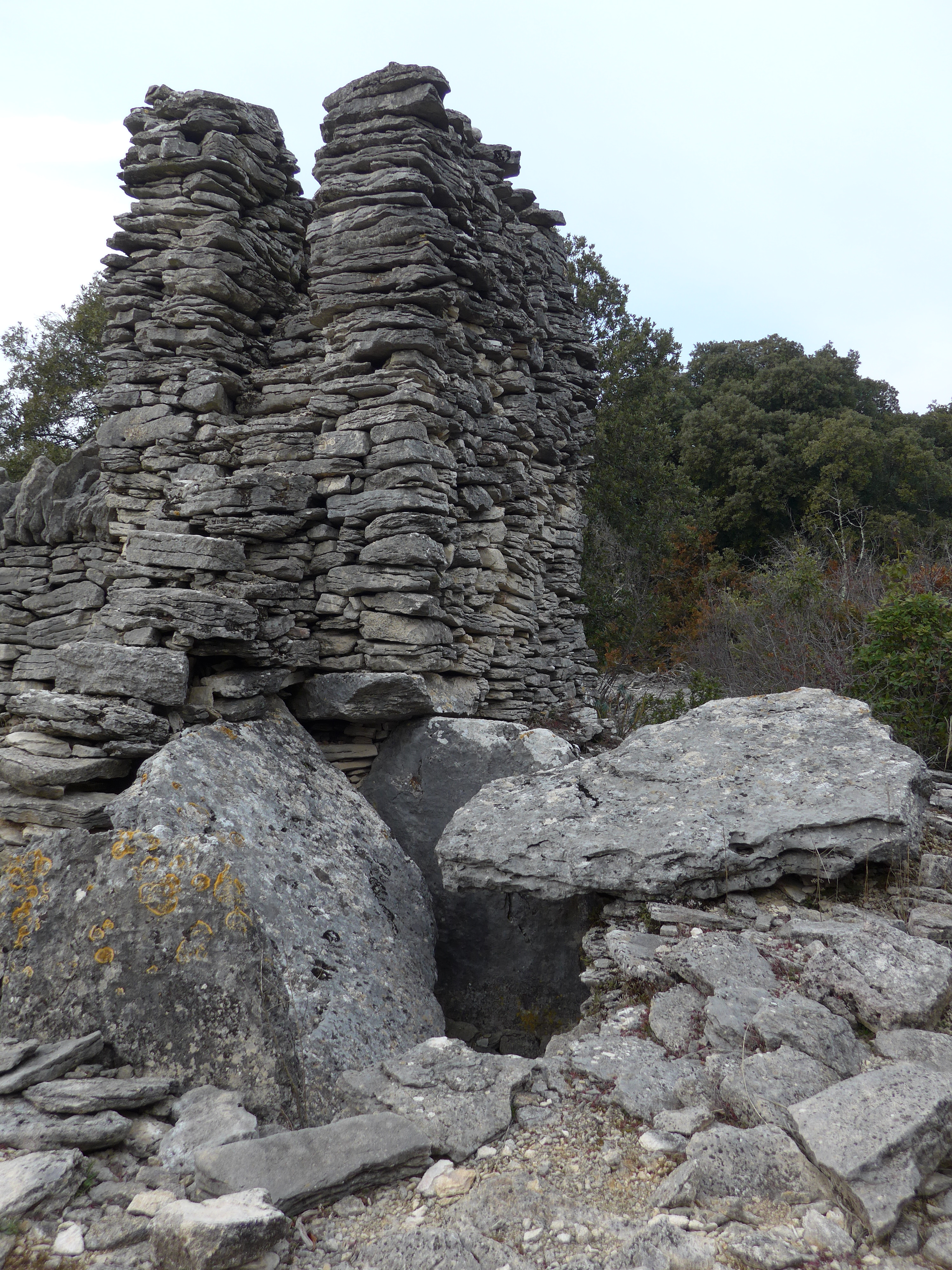
Tour de pierres sèches en contiguïté du dolmen no 4